# KioSwiss

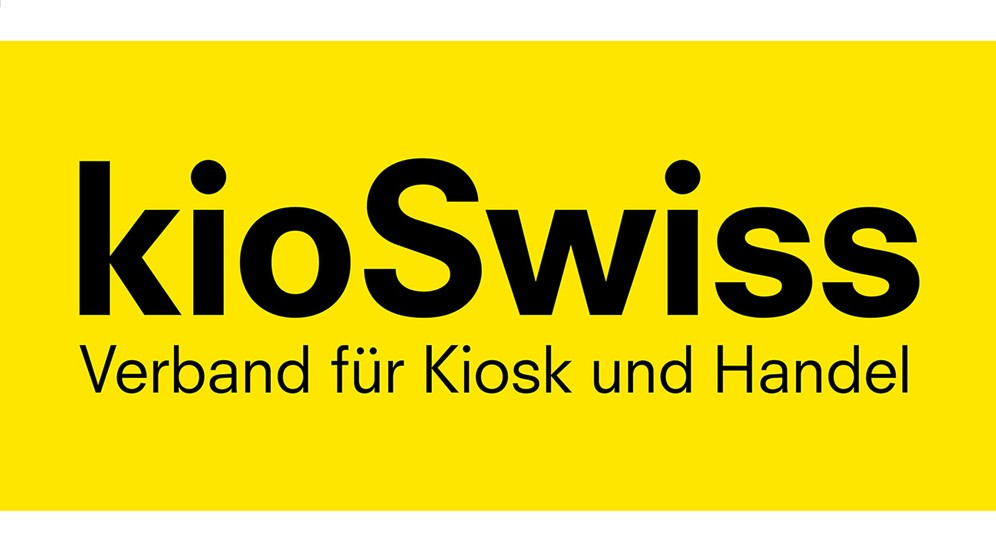
Das Logo von kioSwiss

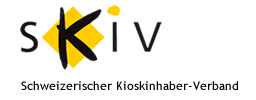
Das bis 2018 gültige Logo des Schweizerischen Kioskinhaberverbands

kioSwiss, bis 2019 Schweizerischer Kioskinhaber-Verband (SKIV) genannt, war die von 1926 bis 2020 existierende Vereinigung der unabhängigen Kioskinhaber der Schweiz mit Sitz in Winterthur. Der Verein vertrat dabei die Interessen seiner Mitglieder, schloss Rahmenverträge mit Lieferanten ab und stellte ihnen diverse Dienstleistungen bereit. Der Verband war schweizweit tätig und besass zuletzt mit Zürich, Luzern/Innerschweiz und Basel drei Regionalsektionen.

## Geschichte
Der SKIV wurde ursprünglich am 14. April 1926 durch Max Eberl als Selbsthilfeorganisation von Bahnhofskioskpächtern gegründet, um eine bessere Position gegenüber den grossen Kioskfirmen wie k kiosk zu erhalten. Hintergrund der Gründung war dabei eine Anfang der 1920er-Jahre ausgesprochene Kündigung aller Bahnpächter durch die SBB, da die grossen Kioskfirmen höhere Pachtzinse boten. Diese Kündigungen wurden zwar rückgängig gemacht, jedoch wurden die Pachtzinse durch die SBB erhöht. Nach dessen Gründung nahm der Verband auch Mitglieder ausserhalb der Bahnhöfe auf, und im Jahr 1944 konnte der SKIV sein 100. Mitglied begrüssen.
Während der Verband um die Jahrtausendwende noch rund 350 Mitglieder zählte und damit als Einkaufsgemeinschaft nach der Valora Nummer 2 auf dem Schweizer Markt war, waren es beim 90-Jahre-Jubiläum im Jahr 2016 mit nur noch rund 150 Kiosken bereits weniger als die Hälfte. Ein im Jahr 2002 eingegangenes Engagement als Kioskbetreiber an der Expo 02 endete für den Verband mit finanziellen Verlusten, eine entsprechende Schadenersatzklage gegen die Expo-Leitung wurde 2003 beigelegt. Insbesondere die starke Konkurrenz des Platzhirsches Valora sowie der Einnahmenrückgang bei Presse und Zigaretten setzten dabei die kleinen Kioskbetreiber unter Druck. Am 1. Oktober 2018 wurde der Verband zuletzt noch im Rahmen eines Rebrandings in kioSwiss umbenannt, bevor er sich 2020 mit einem Bestand von gerade noch 75 Mitgliedern nach einem entsprechenden Beschluss des Vorstands auflöste.